# Sovodnje ob Soči
Sovodnje ob Soči (tudi Sovodnje pri Gorici, italijansko Savogna d'Isonzo, furlansko Savogne di Gurize) je občina v Goriški pokrajini v italijanski deželi Furlaniji - Julijski krajini. Občina, ki se razteza na 16,98 km², je imela 1.677 prebivalcev po podatkih na dan 31. decembra 2023.

## Izvor imena
Ime je očitno slovenskega izvora saj Sovodnje pomeni sotočje voda, ker se kraj nahaja na sotočju reke Soče in Vipave. Ime se prvič pojavi v pisnih virih kot Zawodin v urbarju gradu Devin, v posest katerega je sodilo območje Sovodenj.

## Geografska lega in opis
Sovodnje ob Soči ležijo približno 6 km jugozahodno od Gorice in približno 3 km zahodno od italijansko-slovenske meje, na bregovih Soče ob njenem sotočju z reko Vipavo.
Iz geološkega vidika lahko območje občine Sovodnje ob Soči razdelimo na dva dela: ravninski, ki se nahaja med 40 in 60 m nadmorske višine, in na kraški del, ki doseže nadmorsko višino 276 m pri Debeli griži in ki je pretežno porasel z gozdom. V ravninskem delu pa so v pretežnem delu polja, nasadi (predvsem vinske trte) in travniki. 
Ozemlje občine se nahaja ob sotočju dveh rek: Vipave, ki teče v smeri vzhod-zahod s kompleksnim vzorcem zavojev, ki obliva kraško planoto, in Soče, v katero se izliva Vipava nedaleč od kraja Sovodnje. Soča ima bolj hudourniški značaj, s prodnato strugo; Vipava pa je reka z manjšim a stabilnejšim pretokom in z blatno strugo. 
Drugi del je kraška planota iz karbonatnih kamnin. Edino kraško naselje v občini je zaselek Vrh svetega Mihaela, ki je razpršeno naselje približno 2 kilometra južno od občinskega centra. Večinoma je pokrit z gozdovi in grmičevjem, s številnimi jamami, vključno z Jama Kraljica Krasa (Regina del Carso), jamo Vivišče, kjer so našli sledove prazgodovinske naselitve, in jamo Rupe. Na planoti je več hribovitih vzpetin ali hribov. Vrh Debele griže gleda proti Furlanski nižini, medtem ko vzpetini Goličevnik in Brestovica gledata proti Dolu (Vallone), ki je zanimiv fenomen. Dol se razprostira od zaselka Gabrje proti jugu in nadaljuje v občino Doberdob z mejo na Občini Miren - Kostanjevica in Komen v Sloveniji. Geologi domnevajo, da je bila v prazgodovini ta dolina struga reke, verjetno Vipave ali Soče, ki se je pri današnjem Tržiču izlivala v Tržaški zaliv. 
Vzhodno od kraja Sovodnje iz ravnine izstopata dva velika apnenčasta balvana: na večjem stoji zaselek Peč, na manjšem pa zaselek Rupa. Med Vipavo in Krasom sta stisnjeni naselji Gabrje in Rubije z gradom.

## Zgodovina

### Prazgodovina in rimska doba
Območje občine Sovodnje ob Soči je bilo poseljeno že v prazgodovini, saj so speleologi odkrili sledi življenja pračloveka, zlasti v jami Klif in jami Pogriže so odkrili gradivo iz železne in bronaste dobe (keramične črepinje, živalske kosti, kamnito orodje). Kasneje so na tem kraškem območju obstajale naselbine v obliki gradišč. Največje gradišče in najbolj ohranjeno je gradišče na Brestovcu, obdano z dvojnim obrambnim kamnitim zidom, dolgim okoli 160 m, drugo 75m na zunanji strani in širokim 4-6 m oziroma 2-3 m. Izkopavanja, ki jih je v 19. stoletju vodil Carlo Marchesetti in nato leta 1972 pod nadzorom Goriškega pokrajinskega muzeja, so našla črepinje, različne predmete iz kremena, predmete iz peščenjaka, odlomke mavca in terakote. Kraj je bil naseljen od leta 1600 pr.n.št. do okoli leta 1300 pr.n.št. Dve gradišči iz istega časa se nahajata med naseljema Gabrje in Rubije, a sta veliko manjši. Ta nahajališča so utrpela veliko opustošenje med prvo svetovno vojno, ker so bila na frontni liniji. Kraški del ozemlja je izgubil pomen v rimskem časuEmono, ko je bila zgrajena rimska cesta, ki je povezovala Emono (Ljubljano) z Oglejem. Rimska cesta je potekala iz Ogleja proti Ad Undecimum, dvor (mansio) po mnenju učenjakov v bližini današnjega Gradišča ob Soči; od tam naprej proti Fari ob Soči. Med krajema Majnica (Mainizza) v Občini Fara ob Soči in Sovodnje so Rimljani zgradili most, katerega ostanke je še vedno mogoče videti v sušnih obdobjih reke. Most je bil zgrajen iz lesa in kalkarenita , kamna, značilnega za domača kraška pobočja. V sedmih stoletjih rimske nadvlade se je območje intenzivno romaniziralo. Iz Savodenj se je cesta nadaljevala proti Aidussini in nato po prečkanju prelaza Ad Pirum (današnja Hrušica) prispela v Ljubljano. Več vojsk, ki so vstopile v Italijo, je sledilo tej poti, med drugimi tudi Maksimina Tračanca, ki je leta 238 hotel prevzeti cesarsko oblast. Oglejčani, ki so se bali njegovega slovesa divjega in neusmiljenega poveljnika so porušili most čez Sočo.

### Srednji vek do 16. stoletja
Ni znano, ali je bil most pozneje obnovljen; vendar pa ni dvoma, da so staro pot ob Vipavi intenzivno uporabljali narodi v času selitve narodov, ki so vstopili v Italijo, začenši s Teoderikom z njegovimi Ostrogoti, ki naj bi se po mnenju goriškega zgodovinarja Giana Domenica Della Bona tukaj soočili z Odoakerjem in ga premagali (vendar je to doslej brez arheoloških dokazov). Po tej poti so verjetno šli tudi Langobardi. Ti so oblikovali državno entiteto, vojvodino Furlanijo, in s tem območju dali relativno stabilnost in omogočili določen razcvet, kar dokazujejo številne nekropole, ki so nastale na ozemljih, ki mejijo na Savodnje. Nekateri zgodovinarji domnevajo, da je bil na mestu današnjega gradu Rubije langobardska utrdba za obrambo Vipavske poti. Konec 6. stoletja našega štetja so se pojavili vpadi Avarov in Slovanov, največji in najbolj znan je tisti iz leta 610, a njihova stalna naselitev verjetno sega šele v 11. stoletje. patriarh Janez opozoril, da je Furlanska nižina in na splošno vsa področja, ki so jih prečkali ti divji roparji, opustošena. Zato se je odločil, da jih bo ponovno naselil z naseljenci iz Julijskih Alp, kamor so se Slovani naselili že v 7. stoletju. V tem obdobju je nastalo veliko naselij, med njimi tudi Gorica, in verjetno tudi jedro, iz katerega se bo razvilo Sovodnje; na to ponovno naseljevanje spominja obilica nedvomno slovanskih toponimov tudi na zelo oddaljenih območjih. Ozemlje Sovodenj je bilo vključeno, ne da bi bila naselbina neposredno omenjena, v darovnici iz leta 1001, kjer se imenuje Gorica: piše " ozemlje med Sočo, Vipavo, Vertovinom in Alpami ". "Savogna" je bila omenjena leta 1200 v urbarju devinskega gradu. Omenjena so imena nekaterih naseljencev: čeprav osebna imena niso povsem zanesljiv parameter za pripis narodnosti (ki po drugi strani takrat ni imela pomena), Zwetina in Mochor gotovo kažeta na slovansko poreklo, in Mensut, ki se zdi kot novolatinsko ime, natančneje furlansko.
Leta 1200 v drugem urbarju najdemo nekega Radonga in vacua Peccach ali "v pusti Peči". Leta 1370 se v fevdnem urbarju rodbine Rifemberških omenjajo trije kolonisti v Pegachu: Niclaw, Roslein in Zobelsteiner. 15. stoletje so zaznamovali vpadi Turkov, ki so za spremembo za vstop v Italijo pogosto izbrali vipavsko pot. Med najbolj nepozabnimi napadi je tisti iz leta 1499, ko je Iskander Bey vodil 15.000 mož. Za razliko od prebivalcev hribovitih območij tu ni bilo trdnjav, ki bi prebivalce ravnin zaščitile pred pogosto nenadnimi napadi Turkov, z izjemo krajev s trdnjavami, med katerimi so bile tudi Sovodnje. Leta 1475 je zabeležen izjemen vdor kobilic. Leta 1500 s smrtjo goriškega grofa Lenarta brez dedičev je ozemlje Sovodenj prešlo pod Avstrijo oziroma Habsburžane. V fevdni knjigi je zapisano, da morajo prebivalci Sovodenj pripeljati čoln gradiščanu na gradu Rubije, kadar ta želi iti na ribolov. Sam grad Rubije, katerega izvor ni znan, je bil pomemben dejavnik v življenju kraja. Okoli začetka šestnajstega stoletja je končal v rokah družine Coronini, ki ga je nato držala več stoletij. Leta 1563 se je tam zadrževal slovenski protestantski pridigar Primož Trubar, ki je pridigal v nemščini, slovenščini in italijanščini. Verjetno so v 16. stoletju v Rubiji zgradili mlin. 
Leta 1927 je bila občina Sovodnje ob Soči ukinjena in združena z občino Mirna.

## Prebivalci
V občini Sovodnje ob Soči je dne 31.12.2023 živelo 1.677 prebivalcev. V Sovodnjah ob Soči je poleg italijanskega jezika uradno zaščiten tudi slovenski jezik. Po italijanskem popisu leta 1971 je bilo 92 % prebivalcev občine Sovodnje ob Soči slovenske narodnosti. V Sovodnjah deluje osnovna šola s slovenskim učnim jezikom, poimenovana po pesniku Petru Butkoviču, tamkajšnjem rojaku. Butkovičeva rojstna hiša, ki jo je odkupila občina, se uporablja kot javna knjižnica.

## Vasi in zaselki v občini
Občino sestavlja osem vasi in zaselkov (frazioni):
- Gabrje (Gabria)
- Peč (Peci)
- Rubije (Rubbia)
- Rupa (Rupa)
- Vrh (San Michele del Carso)

## Kulturni spomeniki kraja
- Grad Rubije (Castello di Rubbia)
- Gabrijski trg
- Cerkev svetega Martina v Sovodnjah
- Cerkev sv. Nikolaja v Gabrjah

## Znani krajani
- Peter Butkovič - Domen,
- Emil Devetak slovenski profesor in kulturni delavec,
- Andrej Jakil slovenski poslovnež in industrialec,
- Jožica Lasič por. Cefarin, pianistka, klavirska pedagoginja.